# Козлов, Алексей Иванович (полный кавалер ордена Славы)
Алексей Иванович Козлов (23 февраля 1912, Старые Маклауши, Симбирская губерния — 3 января 1974, Сокол, Кустанайская область) — участник Великой Отечественной войны, полный кавалер ордена Славы, гвардии старший сержант. После войны работал плотником в зерносовхозе.

## Биография
Алексей Козлов родился 23 февраля 1912 года в крестьянской семье в селе Старые Маклауши Ново-Никульской волости Симбирского уезда Симбирской губернии, ныне село — административный центр Старомаклаушинского сельского поселения Майнского района Ульяновской области.
Получил начальное образование, работал трактористом в колхозе.
В 1934—1936 годах проходил службу в Рабоче-крестьянской Красной Армии. 
Вновь был призван Лебяжьевским райвоенкоматом (в то время Челябинской области, а ныне Лебяжьевский муниципальный округ Курганской области). С ноября 1941 года (или с 15 августа 1942 года) воевал на Калининском фронте. Служил разведчиком взвода пешей разведки 18-го гвардейского стрелкового полка (9-я гвардейская стрелковая дивизия, 6-я гвардейская армия, 1-й Прибалтийский фронт) 
В 1943 году вступил в ВКП(б), в 1952 году партия переименована в КПСС.
Приказом по 18-му гвардейскому полку от 25 сентября 1943 года сержант Козлов был награждён за то, что в бою за деревню Кулагино Духовщинского района Смоленской области 12 сентября первым ворвался в траншею противника, уничтожил 6 солдат и захватил важные документы, переданные командованию. В бою Козлов был ранен, но с поля боя не уходил до прибытия подкрепления.
Гвардии сержант Козлов 1 мая 1944 года в 19 километрах от города Пустошка (в настоящее время в Псковской области) при исполнении приказа о взятии контрольного пленного первым из группы захвата ворвался в траншею, забросал гранатами блиндаж, что обеспечило успешный захват пленного. Приказом по 9-й гвардейской стрелковой дивизии от 3 мая 1944 года он был награждён орденом Славы 3-й степени.
18 мая 1944 года в районе деревни Сысоево Идрицкого района Калининской области разведчик гвардии сержант Козлов первым ворвался в траншею, схватил контрольного пленного и передал его другим разведчикам. Далее продолжал вести гранатный бой и очистил траншею от солдат противника. При этом он уничтожил 6 солдат. Очистив траншею от противника, Козлов отбил несколько контратак, подпуская врагов на близкое расстояние и уничтожая из своего автомата. Приказом по 6 гвардейской армии от 22 мая 1944 года он был награждён орденом Славы 2-й степени.
Старший разведчик гвардии старший сержант Козлов в составе 28-го гвардейского артиллерийского полка 19 октября 1944 года в районе населённого Вайньоде (Дурбский край, Латвия) вынес с поля боя тяжелораненого офицера.
2 февраля 1945 года при прорыве обороны противника северо-восточнее города Приекуле в разведке выявил 6 танков противника, 2 пулемета и умело корректировал огонь нашей артиллерии, способствуя продвижению стрелковых подразделений. Указом Президиума Верховного Совета СССР от 15 мая 1946 года он был награждён орденом Славы 3-й степени.
Гвардии старший сержант Козлов был демобилизован в октябре 1945 года. 
Жил и работал в городе Сланцы Ленинградской области, в селах Александровского района Оренбургской области.
Позднее работал плотником в зерносовхозе им. Карла Маркса, жил в селе Сокол Кустанайской области Казахской ССР.
Алексей Иванович Козлов скончался 3 января 1974 года в селе Сокол Карл-Марксовского сельсовета Ленинского района Кустанайской области Казахской ССР, ныне село входит в Федоровский сельский округ (каз. Федоров ауылдық округі (Ұзынкөл ауданы)) Узункольского района Костанайской области Республики Казахстан.

## Награды
- Орден Славы I степени, 15 мая 1946 года
- Орден Славы II степени № 844, 22 мая 1944 года[1]
- Орден Славы III степени № 37535, 3 мая 1944 года[2]
- Медаль «За отвагу», 18 сентября 1943 года[3]